# 117. brigada (Hrvaška vojska)
Za druge 117. brigade glejte 117. brigada.
117. brigada je bila pehotna brigada v sestavi Hrvaške vojske.

## Zgodovina
Brigada je bila ustanovljena 4. septembra 1991. Njena primarna zadolžitev je bila obramba Koprivnice in okolice.
Razpuščena je bila julija 1992; moštvo so uporabili za ustanovitev 146. taktične skupine, ki je bila poslana v Bosanski Brod.
26. maja 2006 je bila brigada odlikovana s redom Nikole Šubića Zrinskega.

## Organizacija
- štab
- 1. bataljon
- 2. bataljon
- 3. bataljon

## Poveljstvo
Poveljniki
- polkovnik Dragutin Kralj (4. september 1991-15. april 1992)
- polkovnik Ivica Zgrebec (15. april 1992-julij 1992)